# Trompetica china

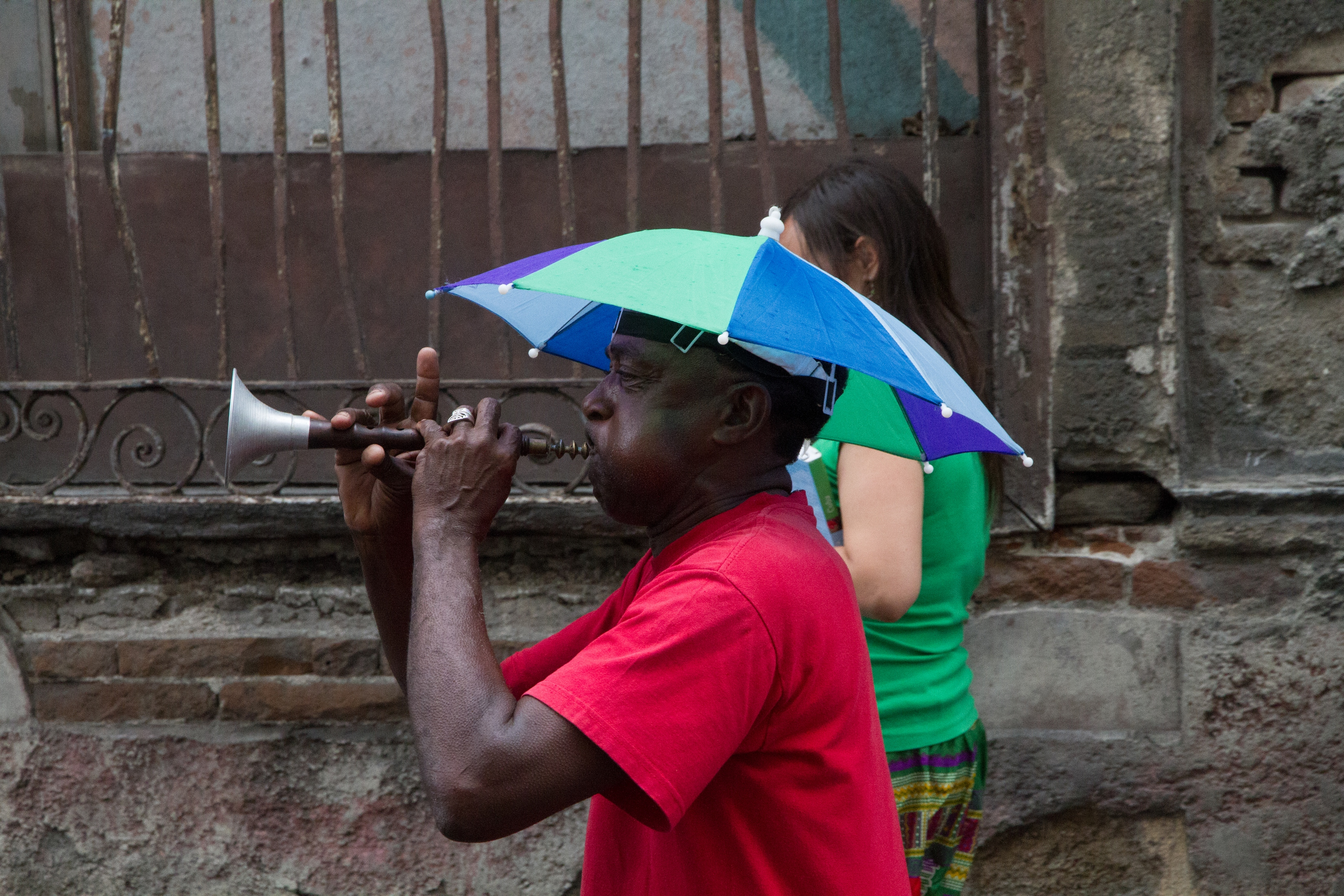
Une trompeta china.

La trompeta china, appelée également corneta china, est un instrument à vent apporté par les émigrants chinois sur l'île de Cuba. C'est une sorte de hautbois traditionnel proche du suona chinois.
Ce sont les émigrants chinois venus de Canton en Chine qui apportèrent cet instrument à La Havane puis à Santiago de Cuba au début du XXe siècle.

## Facture
Elle existe en trois variantes de taille.

## Jeu
La trompeta china demande une maîtrise rythmique et un souffle circulaire puissant. Cet instrument émet des sons en tonalité suraiguë accordés du bas vers le haut : DO, REb, MIb, FA, SOL, LAb, SIb, DO. 
Elle est utilisée pendant les carnavals cubains ainsi que dans la musique conga.
La saxophoniste canadienne Jane Bunnett l'utilise avec son quartet de musique jazz afro-cubain.